# Бабич Борис В'ячеславович
Борис В'ячеславович Бабич — український громадсько-політичний діяч. Член Центральної і Малої Рад. Член Центрального комітету Селянської спілки.

## Життєпис
У 1917 році брав участь у роботі квітневої Всеукраїнської конференції УСДРП як делегат новоград-волинської партійної організації. На першому Всеукраїнському селянському з'їзді (28.5.1917—2.06.1917) був обраний до її Центрального комітету, а також кооптований до складу Української Центральної Ради. 28.6.1917 був делегований до Малої Ради від фракції УСДРП. Був членом ряду комісій Центральної Ради, а саме з реорганізації Комітету, з розроблення проекту статуту автономії України. З 8.09.1917 по 15.09.1917 входив до складу української делегації на З'їзді поневолених народів Росії у Києві. 09.09.1917 Мала Рада ухвалила його кандидатуру до складу української делегації на Демократичну нараду, що проходила в Петрограді.
Подальша доля невідома.